# Karlsquell
Karlsquell is een biermerk dat in de Aldi-supermarkten wordt verkocht, en wordt onder meer gebrouwen in de Belgische brouwerij Martens te Bocholt. Het merk is een onderdeel van 'Karlsquell GmbH' dat deel uitmaakt van het concern 'Holsten-Brauerei AG'. Het bier wordt verkocht in België, Frankrijk, Nederland, Spanje, Portugal en Duitsland en in diverse verpakkingen.

## Soorten bier
In de Duitse ALDI Nord-supermarkten worden de afgeleide merken Karlsquell Radler/Alsterwasser, het met 50% citroenlimonade gemengde bier en het alcoholvrije Karlsquell MALZ verkocht.
Karlsquell Edel-Pils bevat 4,6% alcohol. Het aluminium blik heeft een inhoud van 33cl en kost in 2006 tussen de 19 en 29 eurocent. Het blikje wordt in Duitsland niet meer verkocht sinds begin 2003 en dit ten voordele van de PET-variant. Het verplichte statiegeld gaf hiervoor de aanleiding. Het bier wordt ook verkocht in 25 cl glazen flesjes.
In de loop van 2011 werd Karlsquell in België vernieuwd. Het alcoholpercentage werd verhoogd tot 5,0% en ook de smaak wijzigde.